# Hypena armenialis
Hypena armenialis là một loài bướm đêm trong họ Erebidae.